# Real Unión Club "B"
La Real Unión Club B es un equipo de fútbol de la ciudad de Irún en (Guipúzcoa) España. Es el equipo filial del histórico Real Unión Club de Irún. Actualmente juega en la División de Honor Regional de Guipúzcoa.

## Historia
El actual filial de la Real Unión tiene su origen en el Club Deportivo Roca, un club de fútbol originalmente desvinculado de la Real Unión, que se fundó en Irún en 1933, aunque algunas fuentes remontan la fundación a 1926.
El CD Roca llegó a proclamarse en la temporada 1934-35, campeón de Guipúzcoa (los equipos guipuzcoanos más importantes jugaron aquella temporada en la Copa Vasca), lo que le valió clasificarse para la Copa del Presidente de la República, donde fue eliminado en primera ronda.
Después de la Guerra Civil el CD Roca llegó a acuerdos de colaboración con el principal equipo de su ciudad, la Real Unión Club, pasando a convertirse en un equipo convenido o filial. Estos acuerdos pasaron a ser definitivos a mediados de la década de 1960, pasando a denominarse el equipo Club Deportivo Roca-Real Unión.
A principios de la década de 1990, un cambio de normativa obligó a todos los clubes filiales a adoptar la denominación, escudo y colores del equipo del que dependía, fue entonces cuando el Roca se transformó definitivamente en Real Unión Club B.

### Los últimos años
La Real Unión B ascendió por primera vez a categoría nacional en el año 2000. La temporada 2000-01 logró mantenerse en la categoría, pero descendió en la temporada 2001-02 a pesar de quedar en 16º lugar, al verse arrastrado por el descenso de varios equipos vascos de la Segunda División B. En 2006 logró ascender por segunda vez en su historia a la Tercera División. 
El segundo equipo de la Real Unión había terminado la temporada 2006-07 de Tercera División en el puesto 17º de la clasificación, lo que en principio no suponía descenso ya que éste esta reservado para los tres últimos clasificados. Sin embargo, el descenso del Amurrio Club de Segunda B a Tercera obligó a descender a un equipo más a la categoría preferente.
Este descenso podría haberse evitado si alguno de los cuatro equipos vascos de Tercera hubieran logrado el ascenso a Segunda B. Sin embargo los cuatro implicados (Zalla, Portugalete, Amorebieta y Beasáin) cayeron eliminados en la fase de ascenso lo que provocó el descenso definitivo de la Real Unión B a la Preferente guipuzcoana, donde jugará la campaña 2007-08.

## Jugadores Temporada 2013/2014
Entrenador
GARMENDIA - Javi Garmendia
Porteros
UNAI – Unai Rey (Número: 13)
Defensas
VIZCAÍNO – Ander Vizcaíno
VALENCIA – Ruben Valencia
LUIS – Luis Rodríguez
JAKOBA – Jakoba Sanchez 
GRANADO - Jon Granado
Centrocampistas
JON – Jon Gonzalez 
ANDER – Ander Sanchez 
BELLO – Unai Bello
KEVIN – Kevin Madina 
URZELAI – Mikel Urzelai
TELLETXEA – Xabier Telletxea 
URBIETA – Iñigo Urbieta 
PABLO – Pablo Balerdi 
LOPEZ – Iñigo López 
PATXI- Patxi Martinez
ENDIKA - Endika Etxeberria
Delanteros
AZPIROTZ – Xabi Azpirotz
PEPE

## Estadio
Stadium Gal 6.000 espectadores

Dimensiones del Campo: 100x65 metros

Dirección: Patricio Arabolaza,2 20304 Irún (Guipúzcoa)

Inauguración: 1926 (Reconstruido en 1997)

Imagen en Google Maps: 
El estadio de la Real Unión se encuentra a escasos 300 metros de la frontera internacional entre España y Francia. 

## Datos del club
- Temporadas en 2ª: 0
- Temporadas en 2ªB: 0
- Temporadas en 3ª: 3
- Mejor puesto en la liga: 14º (3ª temporada 00-01)